# Xylopia ferruginea
Xylopia ferruginea este o specie de plante angiosperme din genul Xylopia, familia Annonaceae. A fost descrisă pentru prima dată de Joseph Dalton Hooker și Thomas Thomson, și a primit numele actual de la Joseph Dalton Hooker och Thomas Thomson. Conține o singură subspecie: X. f. .X. f. oxyantha.